# Marduk-zakir-shumi Ier
Pour les articles homonymes, voir Marduk (homonymie).
Marduk-zakir-shumi Ier est un roi de Babylone, qui a régné d'environ 854 à 819 av. J.-C.

## Règne
Il est le dernier roi à avoir été capable de redresser la puissance babylonienne après des temps difficiles, et avant la période de domination assyrienne. Son début de règne fut pourtant difficile : après la mort de son père et prédécesseur Nabu-apla-iddina, il fait face à la révolte de son jeune frère Marduk-bel-ushate. Il bénéficie alors de l'aide du roi assyrien Salmanazar III avec qui son père était en bons termes, et leurs deux armées réunies réussissent à vaincre les troupes rebelles après plusieurs campagnes difficiles dans la vallée de la Diyala et les régions montagneuses voisines. Marduk-bel-ushate est capturé et mis à mort. Salmanazar mène ensuite des campagnes dans le sud babylonien face à des tribus chaldéennes et araméennes réticentes à l'autorité babylonienne, les premières ayant alors constitué des puissantes confédérations (Bīt Dakkuri, Bīt Ammukani et Bīt Yakin) qui apparaissent pour la première fois dans les sources et sont amenées à jouer un rôle crucial dans l'histoire babylonienne durant les décennies suivante. Avec l'appui assyrien, Marduk-zakir-shumi semble en mesure d'assurer une période de calme pour la Babylonie durant les deux décennies suivantes. Un kudurru de son règne le représentant dans le bas-relief supérieur a été mis au jour.
Autour de 824, une guerre de succession éclate cette fois-ci en Assyrie, et menace Salmanazar III puis son fils et successeur Shamshi-Adad V. Marduk-zakir-shumi prend alors le chemin du nord pour rendre le service qui lui a été fait plusieurs années auparavant : avec son appui, Shamshi-Adad V réussit à remporter la victoire. Un traité entre les deux est conclu après cela, dont des fragments ont été retrouvés, ainsi qu'un bas-relief commémorant l'acte où sont figurés les deux rois se serrant la main en signe d'alliance. Il est possible que le roi babylonien ait alors profité de sa position de force pour obtenir des avantages dans ce traité, suscitant ainsi un ressentiment de la part du roi assyrien, qui attaque la Babylonie après sa mort et la montée sur le trône de son fils Marduk-balassu-iqbi.